# Henry Townsend
Henry Jesse James Townsend, detto Mule (Shelby, 27 ottobre 1909 – Mequon, 24 settembre 2006), è stato un musicista statunitense.

## Biografia
Townsend, nato a Shelby (Mississippi), lasciò casa all'età di nove anni a causa dei maltrattamenti da parte del padre e si stabilì a St. Louis, Missouri dove imparò a suonare la chitarra.
Chitarrista, pianista e cantante, negli anni 20 cominciò a registrare ed esibirsi col pianista Walter Davis.
Durante gli anni 30 suonò con molti dei primi grandi bluesman tra cui Roosevelt Sykes e Robert Johnson.
Acquisì il soprannome "Mule" per via del suo carattere forte; a St. Louis, lavorò con alcuni pionieri della musica Blues, incluso J.D. Short al quale sparò un colpo di pistola nei genitali perché gli si era avventato contro armato di coltello.
Townsend è stato tra i pochi musicisti ad aver inciso per nove decenni consecutivi (dal 1929 al 2006).
Nel 1985 ricevette il National Heritage Award come master artist. Nel 1995 è stato introdotto nella St. Louis Walk of Fame.
Townsend morì all'età di 96 anni, il 24 settembre 2006, all'ospedale di St. Mary's Ozaukee di Mequon, Wisconsin.
Nel 2007 appare nel progetto DVD-CD di Kenny Wayne Shepherd 10 Days Out: Blues from the Backroads in cui lui e Honeyboy Edwards suonano col giovane chitarrista della Louisiana.
Il 10 febbraio 2008 Townsend ha ricevuto un Grammy postumo (il primo) alla cinquantesima edizione dei Grammy Awards per il migliore Album di Blues Tradizionale Last of the Great Mississippi Delta Bluesmen: Live In Dallas. Il premio fu ritirato dal figlio Alonzo Townsend.

## Discografia
- 1966: Blues Rediscoveries (Folkways Records)
- 1970: The Country Blues: Vol. 2 (Folkways Records)
- 1973: Henry T. Music Man (Adelphi Records AD1016)
- 1980: "Mule" (Nighthawk)
- 1984: The Blues in St. Louis, Vol. 3: Henry Townsend (Folkways Records)
- 1998: "The 88 Blues" (Blueberry Hill Records)
- 2001: The Real St. Louis Blues (Arcola Records, recorded 1979)
- 2003: Classic Blues from Smithsonian Folkways (Smithsonian Folkways)
- 2004: "My Story" (APO Records)
- 2007: Last of the Great Mississippi Delta Bluesmen: Live in Dallas (Blue Shoe Project)
- 2008: Classic Piano Blues from Smithsonian Folkways (Smithsonian Folkways)